# Aschersleben
Aschersleben è una città di 26 604 abitanti del land della Sassonia-Anhalt, in Germania.
Appartiene al circondario del Salzland.

## Geografia antropica

### Suddivisioni amministrative
Il territorio comunale si divide in 11 zone, corrispondenti all'area urbana e a 10 frazioni (Ortsteil):
- Aschersleben (area urbana)
- Drohndorf
- Freckleben
- Groß Schierstedt
- Klein Schierstedt
- Mehringen
- Neu Königsaue
- Schackenthal
- Westdorf
- Wilsleben
- Winningen